# جلبک
جُلبَک به موجودات گیاه‌مانند در نزدیکی یا داخل آب می‌گویند؛ از نظر آرایه‌شناسی از آغازیان هستند و به علت دارا بودن سبزینه و انجام فعالیت‌های فتوسنتزی، از طرف زیست‌شناسان در زیرگروه گیاهان قرار گرفته‌اند. از نمونه‌های جلبک می‌توان به علف دریایی قرمز و علف صخره و کاهوی دریایی اشاره کرد.

## مشخصات
اندازهٔ جلبک‌ها از موجودات گیاهی تک‌سلولی گرفته تا جلبک‌های بزرگ فرق می‌کند. بعضی از جلبک‌ها دارای ریشه و ساقه و برگ هستند، ولی در واقع هیچ فرقی بین قسمت‌های مختلف جلبک‌ها مشاهده نمی‌شود و تمام سلول‌های این آغازیان کم و بیش شبیه هم هستند و نیز همهٔ آن‌ها دارای سبزینه هستند.
جلبک‌ها رنگ‌های مختلفی دارند، ولی به‌طور عمده به رنگ‌های سبز، قهوه‌ای و قرمز و زرد دیده می‌شوند. در جلبک‌های قهوه‌ای و قرمز سبزینه توسط رنگ‌دانه‌های دیگر پوشانده شده و در نتیجه به رنگ قهوه‌ای و قرمز، دیده می‌شوند که پس از جوشاندن رنگ سبز آن‌ها ظاهر می‌گردد.

## زیستگاه
در مناطق مرطوب و جنگلی روی چوب‌های جنگلی، در آب‌هایی که به صورت راکد وجود دارند، دریاچه‌ها و استخرها، لایه‌هایی از جلبک‌ها دیده می‌شوند. بیشتر آن‌ها در آب و اطراف آن زندگی کرده ولی بعضی از جلبک‌ها نیز وجود دارند که در خاک‌های مرطوب زندگی می‌کنند. بسیاری از جلبک‌ها تک‌سلولی و کوچک هستند و روی سطح آب دریاها و دریاچه‌ها شناور می‌مانند که به چنین جلبک‌هایی فیتوپلانکتون می‌گویند. این جلبک‌ها منبع غذایی بسیاری از آبزیان از جمله میگوها و ماهیان به‌شمار می‌روند. بیشتر جلبک‌ها در سطح آب زندگی می‌کنند.
جلبک‌های سبز در آب‌های شیرین یافت می‌شوند و بیشتر آن‌ها مانند کلامیدوموناس گیاهانی تک‌سلولی‌اند. جلبک‌های قهوه‌ای تقریباً شامل تمامی جلبک‌ها بوده و بیشتر آن‌ها از نظر اندازه نیز بزرگ هستند.

## کاربردها
جلبک‌ها بخش مهمی از بوم‌سازگان هستند. آنها غذای بسیاری از جانوران آبزی را تأمین می‌کنند و بعضی از آنها توسط انسان هم خورده می‌شوند. به علاوه جلبک‌ها با فتوسنتز اکسیژن بسیاری تولید می‌کنند. از جلبک‌ها همچنین در صنایع مختلف چون داروسازی استفاده می‌شود.
جلبک‌ها از جمله رستنی‌هایی هستند که در شرایط مساعد به سرعت رشد می‌کنند و با انباشته شدن توده ترشحات سمی یا مواد آلی آن‌ها در آب، به آبزیان صدمه می‌رسانند و باعث مرگ آن‌ها خواهند شد. تراکم زیاد جلبک‌ها روی سطح حوضچه‌های پرورش ماهی یا محیط‌های آبی، از انتقال اکسیژن و نور کافی به درون آب جلوگیری می‌کنند و سبب خفه شدن آبزیان می‌شوند.
علاوه بر معایب گفته شده در مورد جلبک‌ها، این جلبک‌ها هستند که باعث تأمین اکسیژن مورد نیاز آب می‌شوند. به این صورت که مواد زاید آب‌ها و فاضلاب‌ها به وسیله میکروب‌های بی هوازی تجزیه می‌شود و سطح آب را آلوده می‌کنند که در این میان جلبک‌ها در آب رشد کرده و با فرایند فتوسنتز خود اکسیژن مورد نیاز آب را تأمین می‌کنند و در نتیجه فعالیت میکروب‌های هوازی را در تجزیه مواد آلی افزایش می‌دهند. در شرایطی که اکسیژن کافی فراهم نباشد، میکروب‌های بی هوازی با تجزیه مواد آلی فراورده‌های بدبویی تولید می‌کنند.
در تصفیه‌خانه‌های فاضلاب روی صافی‌های شنا، جلبک‌ها می‌رویند و علاوه بر افزودن اکسیژن به آب، محیط مناسبی را برای رشد و فعالیت باکتری‌های تجزیه کننده مواد آلی به وجود می‌آورند.
جلبک‌ها را می‌توان به شکل‌های متنوعی مورد مصرف قرار داد. گاهی از آن‌ها برای مصارف غذایی و ساخت مواد آرایشی استفاده می‌کنند و گاهی نیز آن را به عنوان کود مورد استفاده قرار می‌دهند چرا که برای بهتر کردن بافت فیزیکی خاک و تقویت آن از نظر مواد کانی، منبع خوبی محسوب می‌شوند. جلبک‌ها به منظور کود کشاورزی در مقایسه با کودهای حیوانی، دارای پتاسیم بیشتر و نیتروژن و فسفر کمتری هستند.

## رنگ جلبک‌ها
جلبک‌ها به رنگ‌های سبز، آبی، سبز آبی، ارغوانی، سیاه، قهوه‌ای و گاهی زرشکی مایل به قرمز وجود دارند. وجود رنگ آمیزی‌های متنوع در بین جلبک‌ها اهمیت زیادی در جهت شناسایی و رده‌بندی آن‌ها دارد. دو رنگینه قرمز و آبی در جذب امواج نوری دخالت دارند به طوری که آن را به سبزینه هدایت می‌کنند. حتی امواجی را که به وسیله سبزینه سایر گیاهان جذب نمی‌شوند به راحتی توسط جلبک‌ها جذب می‌شوند که در نتیجه انرژی بیشتری جذب خواهد شد.
در بین رنگ آمیزی جلبک‌ها، جلبک‌های قهوه ای گروه نسبتاً بزرگ و متنوعی را تشکیل می‌دهند که در حدود ۱۵۰۰ گونه از ۲۵۰ جنس مختلف را شامل می‌شوند. جلبک‌های قهوه ای از نخستین گروه از جلبک‌ها به‌شمار می‌آیند که شناسایی و طبقه‌بندی شده‌اند. این نمونه از جلبک‌ها معمولاً دریازی هستند و بسیاری از جلبک‌های عظیم‌الجثه را شامل می‌شوند. نمونه‌هایی از این جلبک‌ها بسیار بزرگ هستند و اندازه آن‌ها ممکن است به ۵۰ متر نیز برسد.

### جلبک‌های سبز
بسیاری از جلبک‌های سبز تک‌سلولی اند و در آب شیرین زندگی می‌کنند؛ بعضی دیگر پرسلولی بوده و در آب شور زندگی می‌کنند. بسیاری از پلانکتون‌های میکروسکوپی آب شور از جلبک‌های سبز هستند. جلبک‌های سبز میکروسکوپی در خاک‌های مرطوب و حتی درون سلول‌های موجودات دیگر زندگی می‌کنند. این دسته از جلبک‌های سبز به صورتِ هم زیست با روزن داران، که آن‌ها هم از فرمانروی آغازیان هستند، زندگی می‌کنند.

رنگیزه‌های فتوسنتزیِ جلبک‌های سبز همانند رنگیزه‌های کلروپلاستی گیاهان است. بیشترِ جلبک‌های سبز هر دو نوع تولیدمثل جنسی و غیرجنسی را دارند.
کاهوی دریایی به‌رغم نامش، یک جلبک سبز است نه یک گیاه گلدار. در آب‌های کم عمق رشد می‌کند و اغلب در جاهایی که جریان آب به زور وارد دریا می‌شوند، یافت می‌گردد. برگ‌های ساقه‌ای سبز رنگ باریک و نیمه شفاف هستند و در جریان‌های آرام به اطراف تکان می‌خورند مانند بسیاری دیگر از علف‌های دریایی کاهوی دریایی چرخه زندگی پیچیده‌ای دارد که شامل دو شکل دو شکل گیاهی مختلف یا دو نسل است.

### جلبک‌های قرمز
جلبک قرمز موجوداتی پرسلولی هستند که در آب‌های گرم اقیانوس‌ها زندگی می‌کنند. این جلبک‌ها به علت داشتن رنگدانه فیکوسیانین (سبز مایل به آبی) و فیکواریترین (قرمز)، به رنگ‌های بنفش، سبز زیتونی، ارغوانی و صورتی و غیره دیده می‌شوند. رنگدانه‌های این جلبک‌ها برای جذب امواج نوری در اعماق دریا به روشی مناسب سازماندهی شده‌است و آن‌ها قادرند در اعماق دریا به راحتی زیست کنند. در دیواره سلولی بعضی از این جلبک‌ها کلسیم کربنات وجود دارد. از بعضی از جلبک‌های قرمز برای تهیه آگار استفاده می‌شود. چرخه زندگی جلبک‌های قرمز پیچیده بوده و معمولاً از نوع تناوب نسل است. از بعضی جلبک‌های قرمز به عنوان منبع غذایی سرشار از پروتئین استفاده می‌کنند.

### جلبک‌های قهوه‌ای

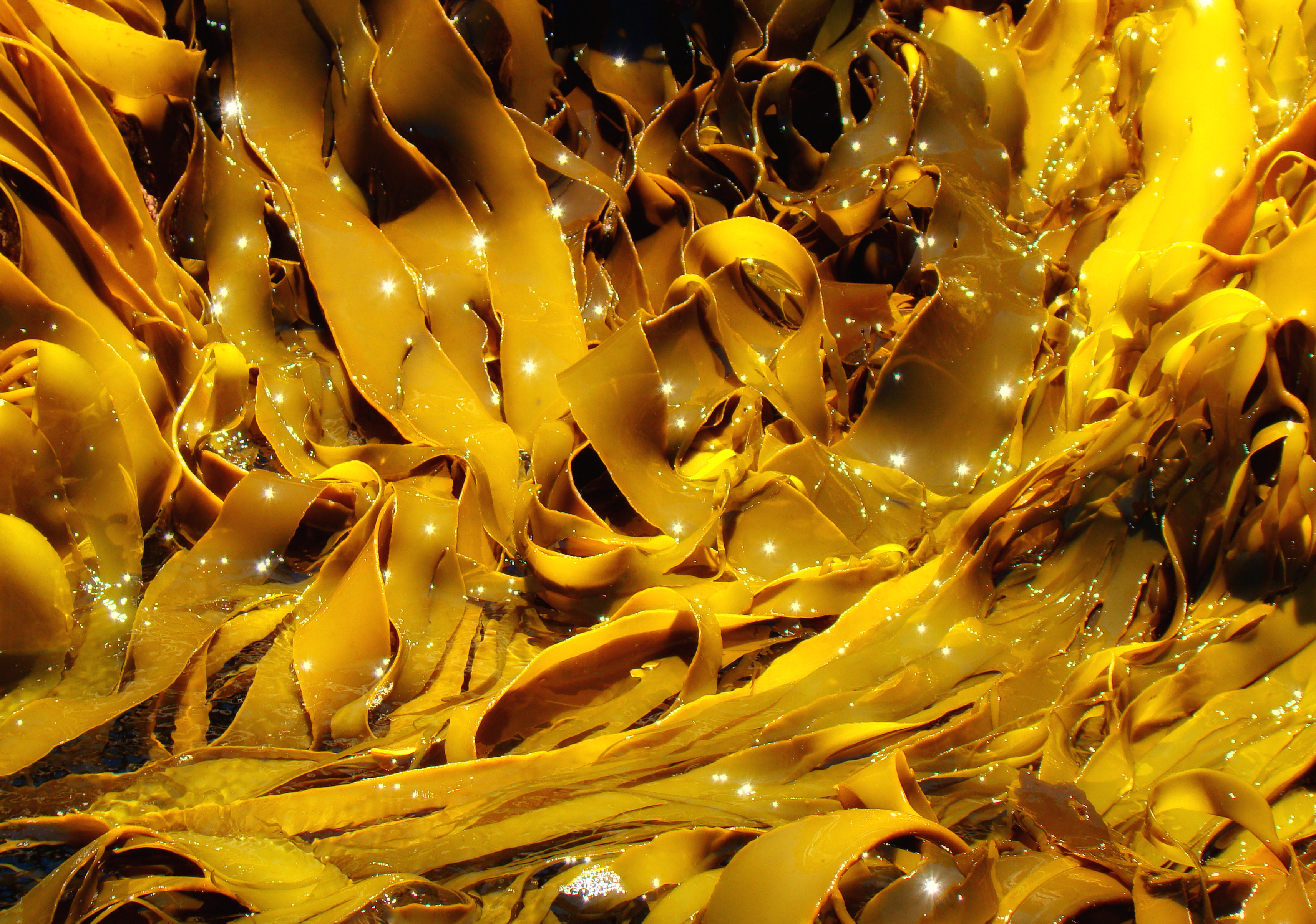
کِلپ‌ها که نوعی جلبک قهوه‌ای اند، از طویل‌ترین موجودات روی زمین هستند.

جلبک‌های قهوه‌ای نیز پر سلولی هستند و در دریاها زندگی می‌کنند. کتانجک که بزرگ‌ترین آغازی پرسلولی است و طول آن به به چند متر هم می‌رسد، از نوع جلبک قهوه‌ای است. چرخه زندگی همه جلبک‌های قهوه‌ای دارای تناوب نسل است.

## جلبک صخره
این جلبک در طول خط ساحلی بین موج‌های بلند و کوتاه رشد می‌نماید و توسط زایده‌ای دکمه مانند به نام قسمت نگه دارنده، خود را به صخره‌ها قلاب می‌کند و دارای برگ ساقه‌های قهوه‌ای زیتونی که دارای شناورهای پر شده از هوا است در موج‌های کوتاه برگ ساقه‌ها روی صخره‌ها و موج‌ها پهن می‌شوند در موج‌های بلند توسط شناور روی سطح آب شناور می‌گردند و به صورت لایه‌ای ضخیم گسترش می‌یابند علف‌های صخره‌ای بر روی نوک برگ ساقه‌های خود هاگ تولید می‌کنند این هاگ‌ها در حالیکه هنوز به گیاه متصلند ساختارهایی را تشکیل می‌دهند که سلول‌های نر و ماده را درون آب می‌ریزد.
|  | جلبک قرمز                                                    |
|  |                                                              |
|  | ناجورتاژکان                                                  |
|  |                                                              |
|  | \| \| Cryptophytes \| \| \| \| \| \| Haptophytes \| \| \| \| |
|  |                                                              |
|  | Cryptophytes                                                 |
|  |                                                              |
|  | Haptophytes                                                  |
|  |                                                              |

|  | Cryptophytes |
|  |              |
|  | Haptophytes  |
|  |              |

|  | سبزتباران                                                   |
|  |                                                             |
|  | \| \| سنگ‌خزه‌تباران \| \| \| \| \| \| رویان‌داران \| \| \| \| |
|  |                                                             |
|  | سنگ‌خزه‌تباران                                                |
|  |                                                             |
|  | رویان‌داران                                                  |
|  |                                                             |

|  | سنگ‌خزه‌تباران |
|  |              |
|  | رویان‌داران   |
|  |              |

|  | سبزتباران                                                   |
|  |                                                             |
|  | \| \| سنگ‌خزه‌تباران \| \| \| \| \| \| رویان‌داران \| \| \| \| |
|  |                                                             |
|  | سنگ‌خزه‌تباران                                                |
|  |                                                             |
|  | رویان‌داران                                                  |
|  |                                                             |

|  | سنگ‌خزه‌تباران |
|  |              |
|  | رویان‌داران   |
|  |              |

|  | سبزتباران                                                   |
|  |                                                             |
|  | \| \| سنگ‌خزه‌تباران \| \| \| \| \| \| رویان‌داران \| \| \| \| |
|  |                                                             |
|  | سنگ‌خزه‌تباران                                                |
|  |                                                             |
|  | رویان‌داران                                                  |
|  |                                                             |

|  | سنگ‌خزه‌تباران |
|  |              |
|  | رویان‌داران   |
|  |              |

|  | سبزتباران                                                   |
|  |                                                             |
|  | \| \| سنگ‌خزه‌تباران \| \| \| \| \| \| رویان‌داران \| \| \| \| |
|  |                                                             |
|  | سنگ‌خزه‌تباران                                                |
|  |                                                             |
|  | رویان‌داران                                                  |
|  |                                                             |

|  | سنگ‌خزه‌تباران |
|  |              |
|  | رویان‌داران   |
|  |              |

|  | جلبک قرمز                                                    |
|  |                                                              |
|  | ناجورتاژکان                                                  |
|  |                                                              |
|  | \| \| Cryptophytes \| \| \| \| \| \| Haptophytes \| \| \| \| |
|  |                                                              |
|  | Cryptophytes                                                 |
|  |                                                              |
|  | Haptophytes                                                  |
|  |                                                              |

|  | Cryptophytes |
|  |              |
|  | Haptophytes  |
|  |              |

|  | سبزتباران                                                   |
|  |                                                             |
|  | \| \| سنگ‌خزه‌تباران \| \| \| \| \| \| رویان‌داران \| \| \| \| |
|  |                                                             |
|  | سنگ‌خزه‌تباران                                                |
|  |                                                             |
|  | رویان‌داران                                                  |
|  |                                                             |

|  | سنگ‌خزه‌تباران |
|  |              |
|  | رویان‌داران   |
|  |              |

|  | سبزتباران                                                   |
|  |                                                             |
|  | \| \| سنگ‌خزه‌تباران \| \| \| \| \| \| رویان‌داران \| \| \| \| |
|  |                                                             |
|  | سنگ‌خزه‌تباران                                                |
|  |                                                             |
|  | رویان‌داران                                                  |
|  |                                                             |

|  | سنگ‌خزه‌تباران |
|  |              |
|  | رویان‌داران   |
|  |              |

|  | سبزتباران                                                   |
|  |                                                             |
|  | \| \| سنگ‌خزه‌تباران \| \| \| \| \| \| رویان‌داران \| \| \| \| |
|  |                                                             |
|  | سنگ‌خزه‌تباران                                                |
|  |                                                             |
|  | رویان‌داران                                                  |
|  |                                                             |

|  | سنگ‌خزه‌تباران |
|  |              |
|  | رویان‌داران   |
|  |              |

|  | سبزتباران                                                   |
|  |                                                             |
|  | \| \| سنگ‌خزه‌تباران \| \| \| \| \| \| رویان‌داران \| \| \| \| |
|  |                                                             |
|  | سنگ‌خزه‌تباران                                                |
|  |                                                             |
|  | رویان‌داران                                                  |
|  |                                                             |

|  | سنگ‌خزه‌تباران |
|  |              |
|  | رویان‌داران   |
|  |              |

|  | جلبک قرمز                                                    |
|  |                                                              |
|  | ناجورتاژکان                                                  |
|  |                                                              |
|  | \| \| Cryptophytes \| \| \| \| \| \| Haptophytes \| \| \| \| |
|  |                                                              |
|  | Cryptophytes                                                 |
|  |                                                              |
|  | Haptophytes                                                  |
|  |                                                              |

|  | Cryptophytes |
|  |              |
|  | Haptophytes  |
|  |              |

|  | سبزتباران                                                   |
|  |                                                             |
|  | \| \| سنگ‌خزه‌تباران \| \| \| \| \| \| رویان‌داران \| \| \| \| |
|  |                                                             |
|  | سنگ‌خزه‌تباران                                                |
|  |                                                             |
|  | رویان‌داران                                                  |
|  |                                                             |

|  | سنگ‌خزه‌تباران |
|  |              |
|  | رویان‌داران   |
|  |              |

|  | سبزتباران                                                   |
|  |                                                             |
|  | \| \| سنگ‌خزه‌تباران \| \| \| \| \| \| رویان‌داران \| \| \| \| |
|  |                                                             |
|  | سنگ‌خزه‌تباران                                                |
|  |                                                             |
|  | رویان‌داران                                                  |
|  |                                                             |

|  | سنگ‌خزه‌تباران |
|  |              |
|  | رویان‌داران   |
|  |              |

|  | سبزتباران                                                   |
|  |                                                             |
|  | \| \| سنگ‌خزه‌تباران \| \| \| \| \| \| رویان‌داران \| \| \| \| |
|  |                                                             |
|  | سنگ‌خزه‌تباران                                                |
|  |                                                             |
|  | رویان‌داران                                                  |
|  |                                                             |

|  | سنگ‌خزه‌تباران |
|  |              |
|  | رویان‌داران   |
|  |              |

|  | سبزتباران                                                   |
|  |                                                             |
|  | \| \| سنگ‌خزه‌تباران \| \| \| \| \| \| رویان‌داران \| \| \| \| |
|  |                                                             |
|  | سنگ‌خزه‌تباران                                                |
|  |                                                             |
|  | رویان‌داران                                                  |
|  |                                                             |

|  | سنگ‌خزه‌تباران |
|  |              |
|  | رویان‌داران   |
|  |              |

|  | جلبک قرمز                                                    |
|  |                                                              |
|  | ناجورتاژکان                                                  |
|  |                                                              |
|  | \| \| Cryptophytes \| \| \| \| \| \| Haptophytes \| \| \| \| |
|  |                                                              |
|  | Cryptophytes                                                 |
|  |                                                              |
|  | Haptophytes                                                  |
|  |                                                              |

|  | Cryptophytes |
|  |              |
|  | Haptophytes  |
|  |              |

|  | سبزتباران                                                   |
|  |                                                             |
|  | \| \| سنگ‌خزه‌تباران \| \| \| \| \| \| رویان‌داران \| \| \| \| |
|  |                                                             |
|  | سنگ‌خزه‌تباران                                                |
|  |                                                             |
|  | رویان‌داران                                                  |
|  |                                                             |

|  | سنگ‌خزه‌تباران |
|  |              |
|  | رویان‌داران   |
|  |              |

|  | سبزتباران                                                   |
|  |                                                             |
|  | \| \| سنگ‌خزه‌تباران \| \| \| \| \| \| رویان‌داران \| \| \| \| |
|  |                                                             |
|  | سنگ‌خزه‌تباران                                                |
|  |                                                             |
|  | رویان‌داران                                                  |
|  |                                                             |

|  | سنگ‌خزه‌تباران |
|  |              |
|  | رویان‌داران   |
|  |              |

|  | سبزتباران                                                   |
|  |                                                             |
|  | \| \| سنگ‌خزه‌تباران \| \| \| \| \| \| رویان‌داران \| \| \| \| |
|  |                                                             |
|  | سنگ‌خزه‌تباران                                                |
|  |                                                             |
|  | رویان‌داران                                                  |
|  |                                                             |

|  | سنگ‌خزه‌تباران |
|  |              |
|  | رویان‌داران   |
|  |              |

|  | سبزتباران                                                   |
|  |                                                             |
|  | \| \| سنگ‌خزه‌تباران \| \| \| \| \| \| رویان‌داران \| \| \| \| |
|  |                                                             |
|  | سنگ‌خزه‌تباران                                                |
|  |                                                             |
|  | رویان‌داران                                                  |
|  |                                                             |

|  | سنگ‌خزه‌تباران |
|  |              |
|  | رویان‌داران   |
|  |              |

## نگارخانه

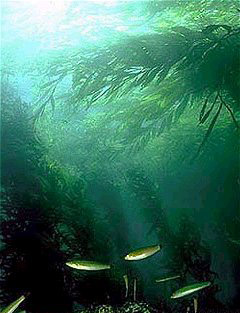
جلبک زیر سطح دریا
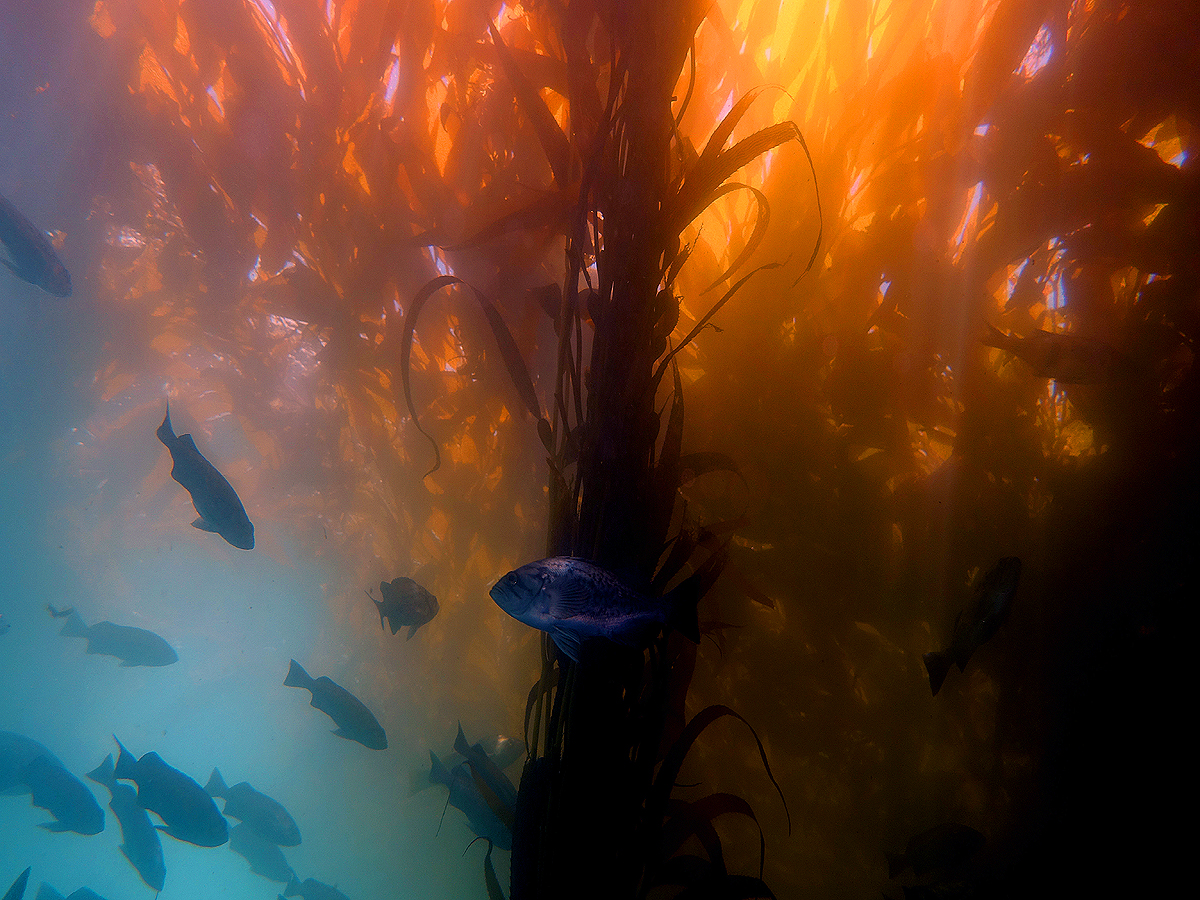
جلبک
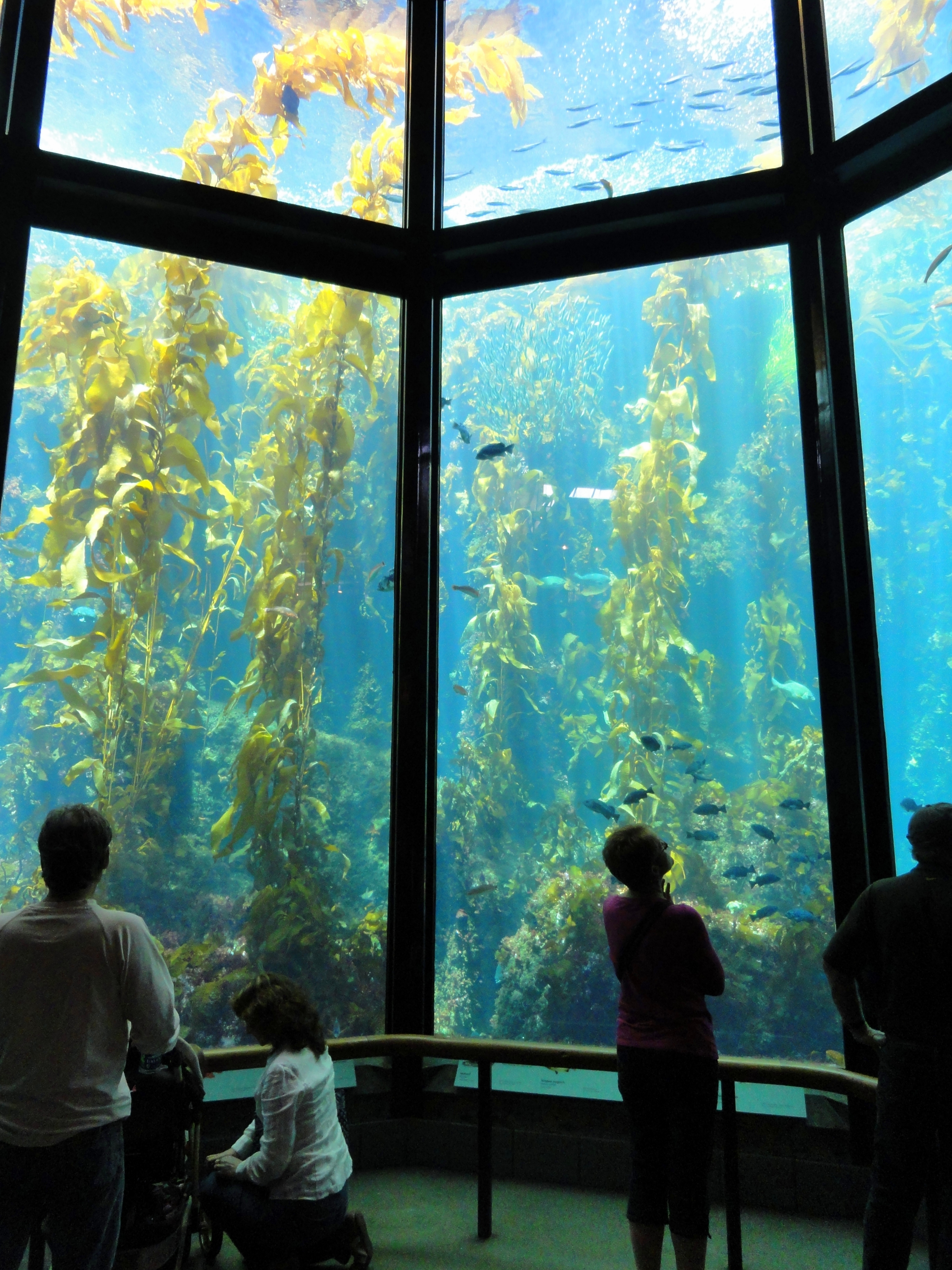
جلبک در آکواریوم
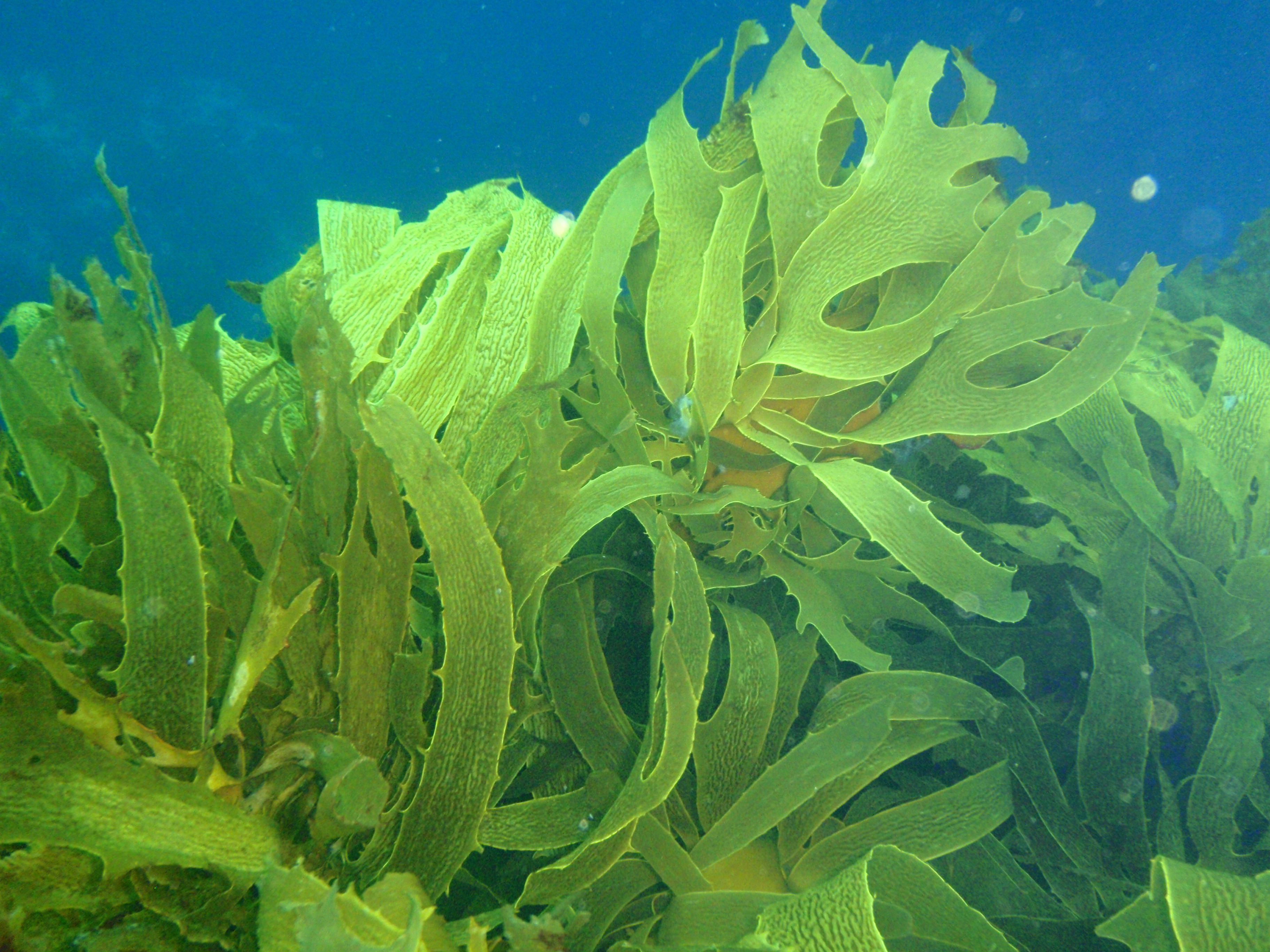
جلبک